# Orgue Jullien de la collégiale Saint-Jean-Baptiste de Roquemaure
 (décembre 2023).
Si vous disposez d'ouvrages ou d'articles de référence ou si vous connaissez des sites web de qualité traitant du thème abordé ici, merci de compléter l'article en donnant les références utiles à sa vérifiabilité et en les liant à la section « Notes et références ».
L’orgue Jullien de la collégiale Saint-Jean-Baptiste de Roquemaure dans le Gard est exceptionnel à triple titre . En effet, il est d’abord le seul exemple, au moins au sud de la Loire, d’un orgue à la partie instrumentale plus ancienne que le buffet qui l’abrite ; mais, beaucoup plus important et intéressant, il est d’une part le seul exemplaire bien conservé de Plein Jeu provençal du XVIIe siècle (l’autre spécimen, dû à Charles Royer à Cuers, ayant été plus altéré), synthèse entre le Ripieno italien et l’orgue nord-européen, avec un jeu de Tierce en plomb et de taille principalisante ;  et d’autre part son pédalier, avec sa simple octave courte en 8 pieds pour Ut, Ré, Mi,  et en 16 pieds à partir du Fa, prolongeant dans les basses le clavier principal en 8 pieds, témoigne d’une conception héritée du Moyen Âge et retrouvée chez d’autres organiers provençaux tels Pierre Marchand, Charles Royer et plus rarement les Eustache.

## Historique
Remplaçant un orgue des frères Eustache de Marseille de 1666 probablement disparu lors de la fureur Révolutionnaire, cet instrument vient du couvent des Cordeliers d’Avignon pour lequel il fut construit en 1690 par les frères Barthélémy & Honoré Jullien de Marseille pour le compte de leur père Anthoine. Cette origine est authentifiée par le devis originel relevé par Alain Girard aux archives départementales du Vaucluse (Pradon 768, folios 319 à 322). Certes, comme presque toujours, quelques nuances constructives existent par rapport au devis,  mais l’essentiel correspond très exactement.
Le buffet, hormis les tourelles et leurs pièces gravées, date de l’époque du transfert à Roquemaure, vers 1820, à la faveur de la vente des biens nationaux, la boiserie originelle faisant probablement partie intégrante de la maçonnerie de la chapelle conventuelle. Le responsable de ce transfert et des transformations mineures nécessités par l’adaptation au nouveau buffet est inconnu. De cette époque date donc la légère modification du mécanisme de traction des notes avec correction de l’abrégé par rouleaux en fer pour 8 notes afin de permettre son intégration au nouveau buffet. Le cornet d’écho disparaît à cette occasion et la Pédale se voit complétée des 4 notes diatoniques manquantes et du Do 2 avec un petit pédalier à l’Allemande désormais de 13 notes.
En 1921, Henri Firmin de Rouen restaure l’orgue et  donne, soi-disant, une inflexion plus « romantique » à la composition en permutant des tuyaux mais sans modifier leur harmonisation. Il supprime aussi la Voix humaine et le Cromorne, transforme en 16’ le Bourdon 8’ (supprimant de ce fait sa dernière octave), le Prestant en Quinte ouverte et le dessus de Tierce en Flûte 8’.
Vers 1947 ont lieu quelques réparations mineures sans modification de l’état de 1921.
Dans les années soixante, son titulaire Hubert Caumette, soutenu par le Père Pic, curé de la paroisse, tente de tirer
l’orgue de son anonymat et le fait visiter à Alain Girard, archéologue, Pierre Rochas, spécialiste de l’Orgue Provençal et au Père Jarrié de Saint-Maximin-la-Sainte-Baume. Mais c’est Henri Blanc, catalyseur de la première restauration, qui fait venir Claude Aubry, spécialiste de Charles Royer, qui fait le rapprochement avec le devis de l’orgue des Cordeliers d’Avignon. Et en 1969 Pierre Chéron, à qui l’on doit déjà le sauvetage des orgues historiques de Saint-Maximin-la-Sainte-Baume (1959), Barjols (1963), Saint-Chinian (1964) et Cuers (1968), restaure la partie sonore, supprimant les modifications de Firmin, reclassant toute la tuyauterie et refaisant de neuf le Nazard d’après 4 tuyaux restants et le Larigot d’après celui de Charles Royer à Cuers. L'orgue permet ainsi à Francis Chapelet d'enregistrer des pièces des XVIe et XVIIe siècles pour illustrer le Numéro 1-23 d'Orgues Historiques consacré à Roquemaure en mai 1970 et édité par la maison qui n'était pas encore Harmonia Mundi mais Harmonie du Monde.
Le 4 août 1972,  la partie instrumentale est classée au titre objet par les Monuments Historiques, puis en 1974 Pierre Chéron poursuit son travail en refaisant les claviers, le cornet d’écho devant être restitué plus tard. Le 18 juin 1975, le buffet aussi est classé au titre objet par les Monuments Historiques.
De 1988 à 1989, Pascal Quoirin restaure une nouvelle fois l'orgue, refaisant à neuf claviers, pédalier, pommettes de tirants de jeux, Cornet d’Echo  et son sommier ainsi que les jeux disparus en 1921 : Cromorne & Voix humaine.  Le buffet est restauré par les établissements Jean Férignac de Hautefort en  Dordogne : la boiserie, attaquée par les vers, a été débarrassée de sa peinture faux bois pour pouvoir être traitée, ses parties vermoulues remplacées et l’ensemble reteinté et ciré.

## Description
Le buffet à un seul corps est en noyer, comme les poutres soutenant l’instrument, et date du transfert de l’orgue à Roquemaure autour de 1820. Il intègre les seuls éléments récupérés du buffet de l’orgue des Cordeliers d’Avignon: les trois tourelles, et leurs pièces gravées, sommées pour la centrale, la plus élevée, d’un ange musicien, et pour les plus extrêmes,  de pots à feu. La fenêtre de la console est encadrée d’une sorte de dais sculpté assez lourd. Les deux plates faces sont garnies surtout de  chanoines. Les décorations, à base de chutes de fleurs ou de feuillages, des claires-voies et des culs-de-lampe de tourelles manquent de finesse.
Les tuyaux de façade sont en étain à 88 % et leurs écussons repoussés de caractère roman.
L’orgue contient 1019 tuyaux, 28 rangs, dans 17 jeux répartis sur 1 clavier (48 notes) & demi (25 notes) et pédalier à la Française de 8 notes (ut, ré, mi, fa, sol, la, sib, si).
La traction des notes est entièrement mécanique, originelle et suspendue pour le clavier principal. L’abrégé est d’origine mis à part huit rouleaux en fer datant de 1820. Le mécanisme de pédale commence par un petit abrégé, aux rouleaux de section carrée, placé au-dessus de l’arrière du pédalier, repris par des équerres de part et d’autre de la console.
Le tirage des jeux est bien sûr mécanique, par des tirants de registres en bois de section carrée avec pommettes tournées  et étiquettes portant le nom des jeux, reconstituées d’après celles d’origine ;  repris par des équerres en fer et des rouleaux en bois verticaux de section octogonale.
La tuyauterie intérieure est  toute en étoffe (alliage plomb-étain) à 2 % d’étain, 3 % de métaux durs et 95 % de plomb, sauf  la Trompette et la Bombarde qui sont en fer-blanc et 2 basses de la Montre & 9 basses du Bourdon en bois. Toujours forgée au marteau, parfois auparavant laminée, l’étoffe devient un métal très solide, ce qui explique le parfait état de cette tuyauterie de plus de trois cents ans. L’utilisation de fer-blanc (tôle étamée) pour les tuyaux d’anches n’est pas motivée par des préoccupations économiques, comme on l’a longtemps cru, mais par le souci de leur donner un maximum d’éclat sonore à l’instar des trompettes militaires. Une autre singularité de ces jeux d’anche est leurs languettes très épaisses, le double des plus épaisses recensées en 1969 ; ce qui nécessite une pression élevée pour les faire parler convenablement. Les trois jeux bouchés ont leurs tuyaux munis de leurs calottes mobiles originelles qui ont la particularité d’avoir un fond très épais, ce qui leur donne une émission franche et volumineuse, propre à ajouter à la solidité des 8’ & 4’ ouverts la percussion d’une attaque plus vive, selon la tradition nord européenne. Le Larigot et le Nazard sont de Pierre Chéron en plomb martellé alors que le Cromorne et la Voix humaine sont de Pascal Quoirin.
Le diapason ancien (la3 à 415 Hz à 15°), un demi-ton au-dessous de notre diapason actuel, a été rétabli, lors de la restauration de Pascal Quoirin, par rallongement de toute la tuyauterie (le métal laminé nécessaire ayant été fourni par Jean Marty, dinandier à Apt) et l’accord réalisé selon une partition inégale.
Les sommiers anciens en noyer, à gravures et registres coulissants, ont été restaurés,  les chapes étaient originellement clouées avec des clous en fer forgé. Les layes sont en avant, les soupapes plates et triangulaires, collées en queue. Le clavier principal possède un sommier pour les basses (Ut1 à Si2) et un sommier pour les dessus (Ut3 à Ut5) accueillant également  trois basses (Ré1, Mi1, Fa#1), le sommier d’Echo est neuf, de Quoirin.
La soufflerie, dans le soubassement de l’orgue, comprend un ventilateur électrique alimentant un réservoir à lanterne muni d’une boîte à rideau. Une intervention ultérieure pourrait rétablir la soufflerie cunéiforme originelle.

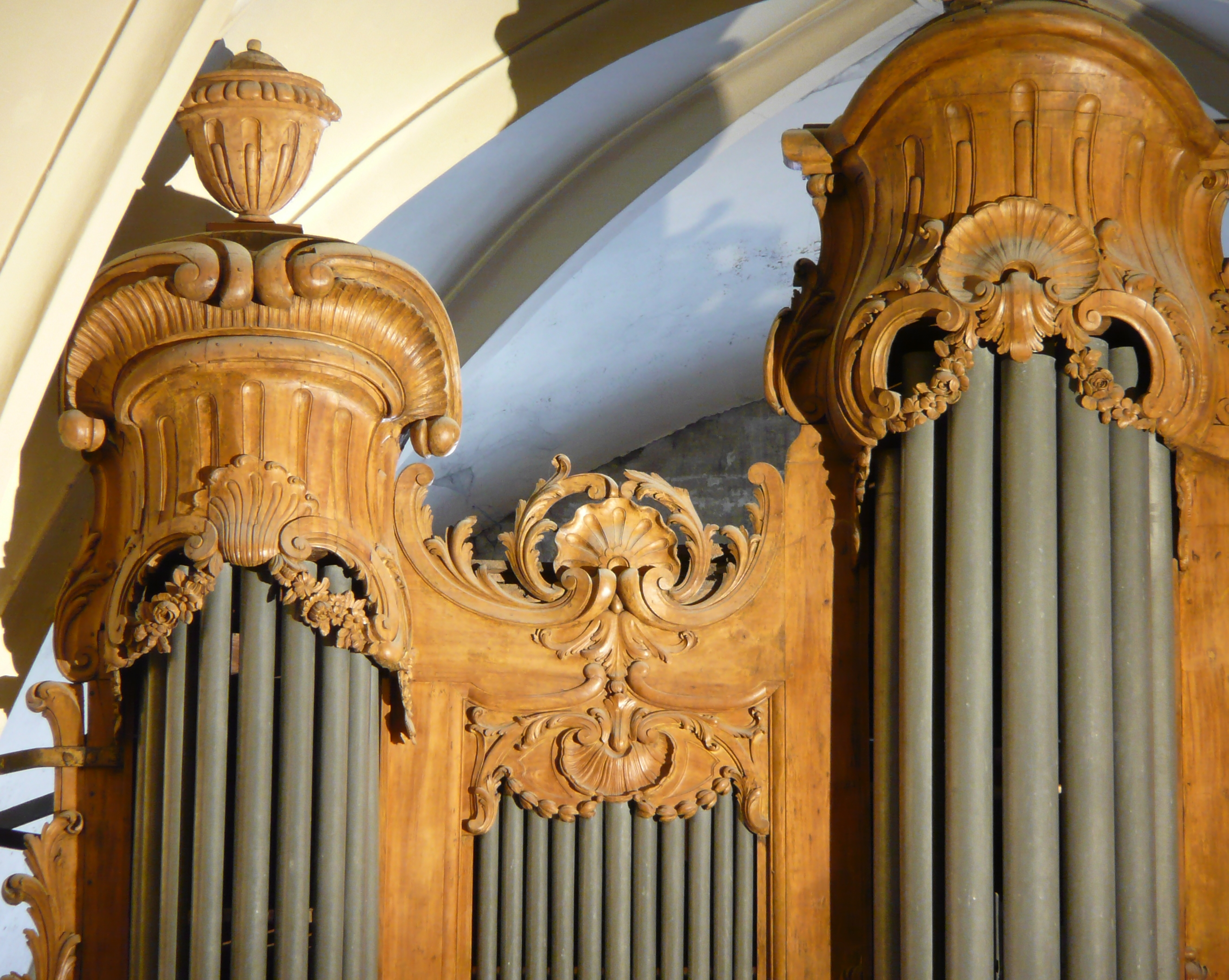
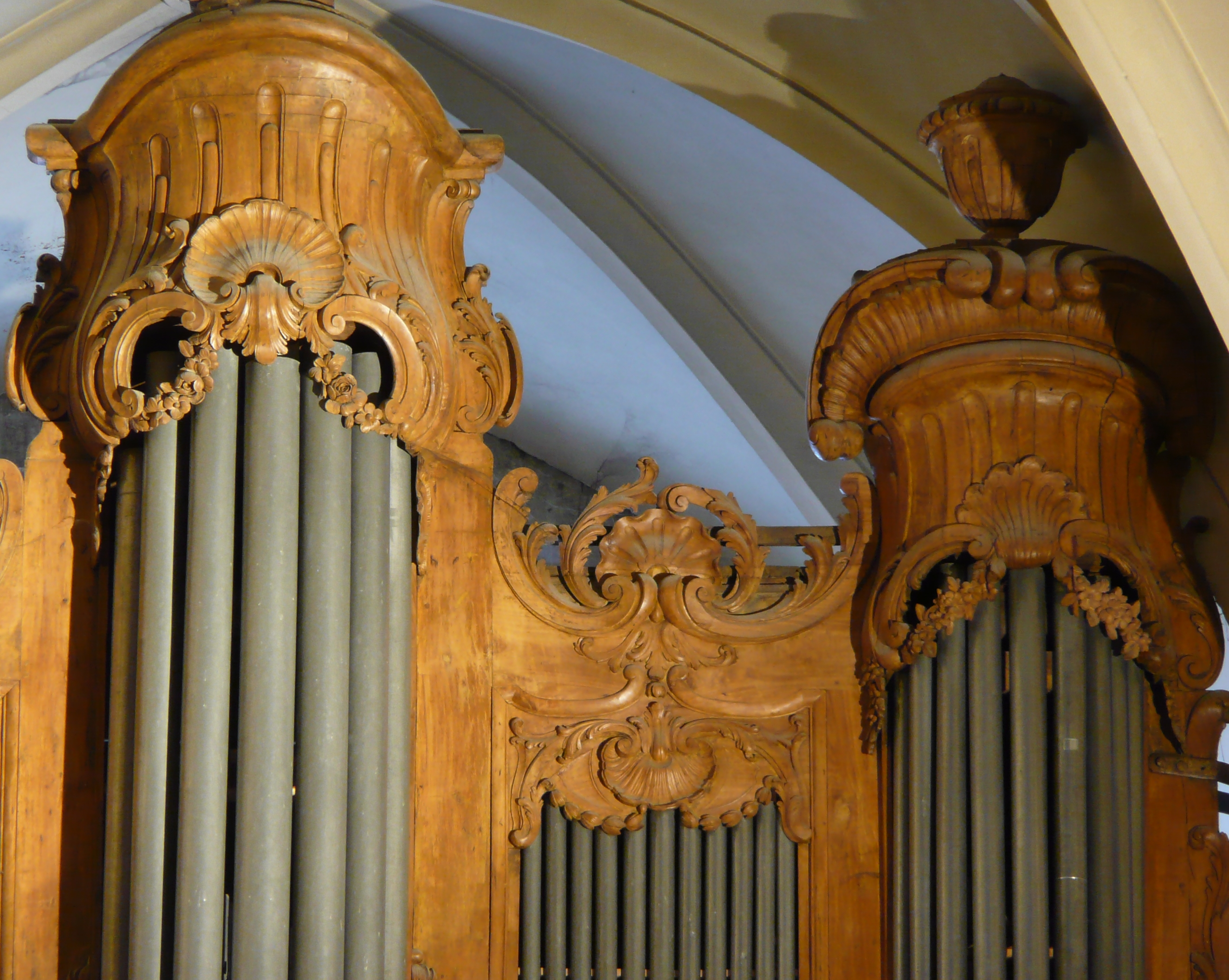
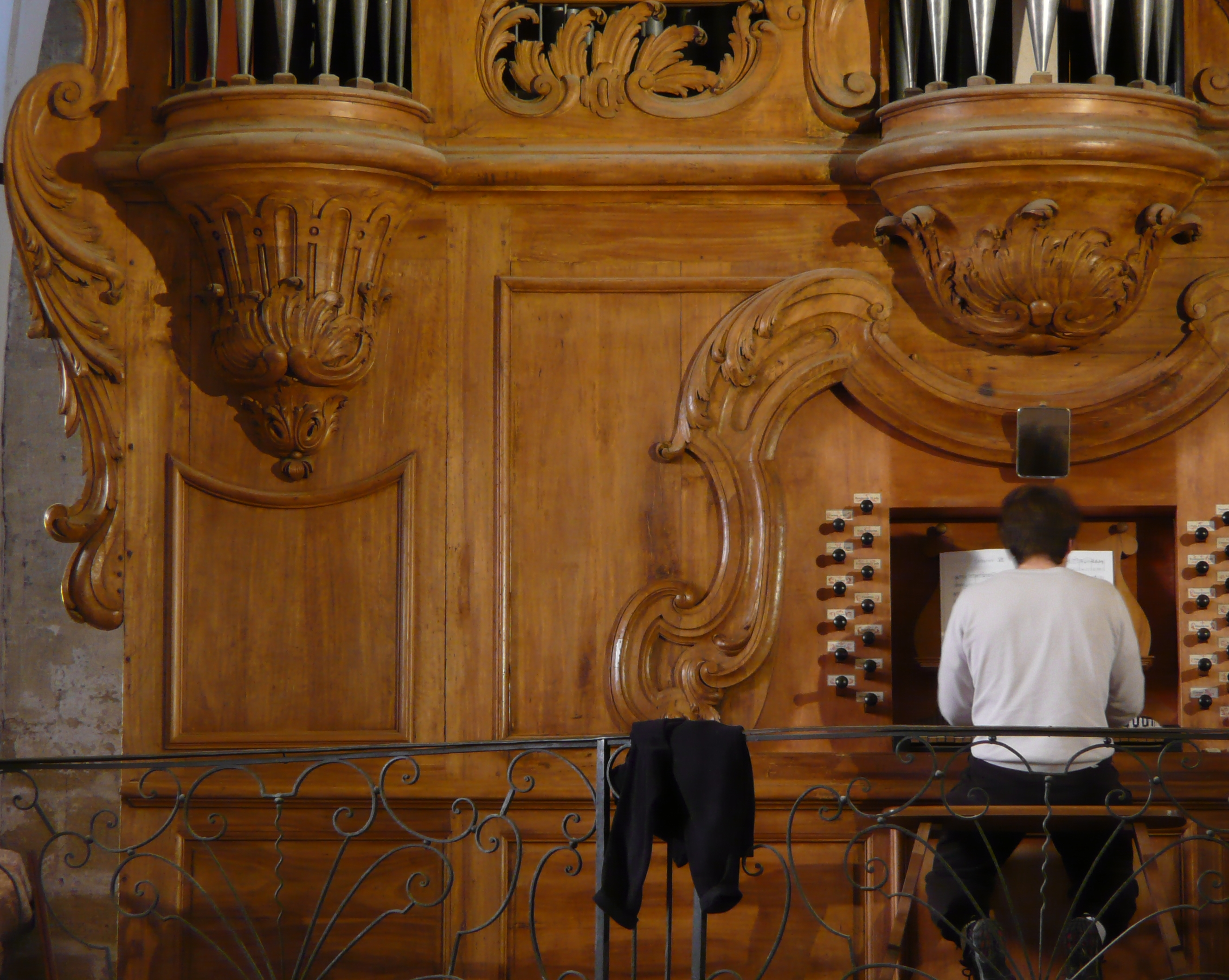
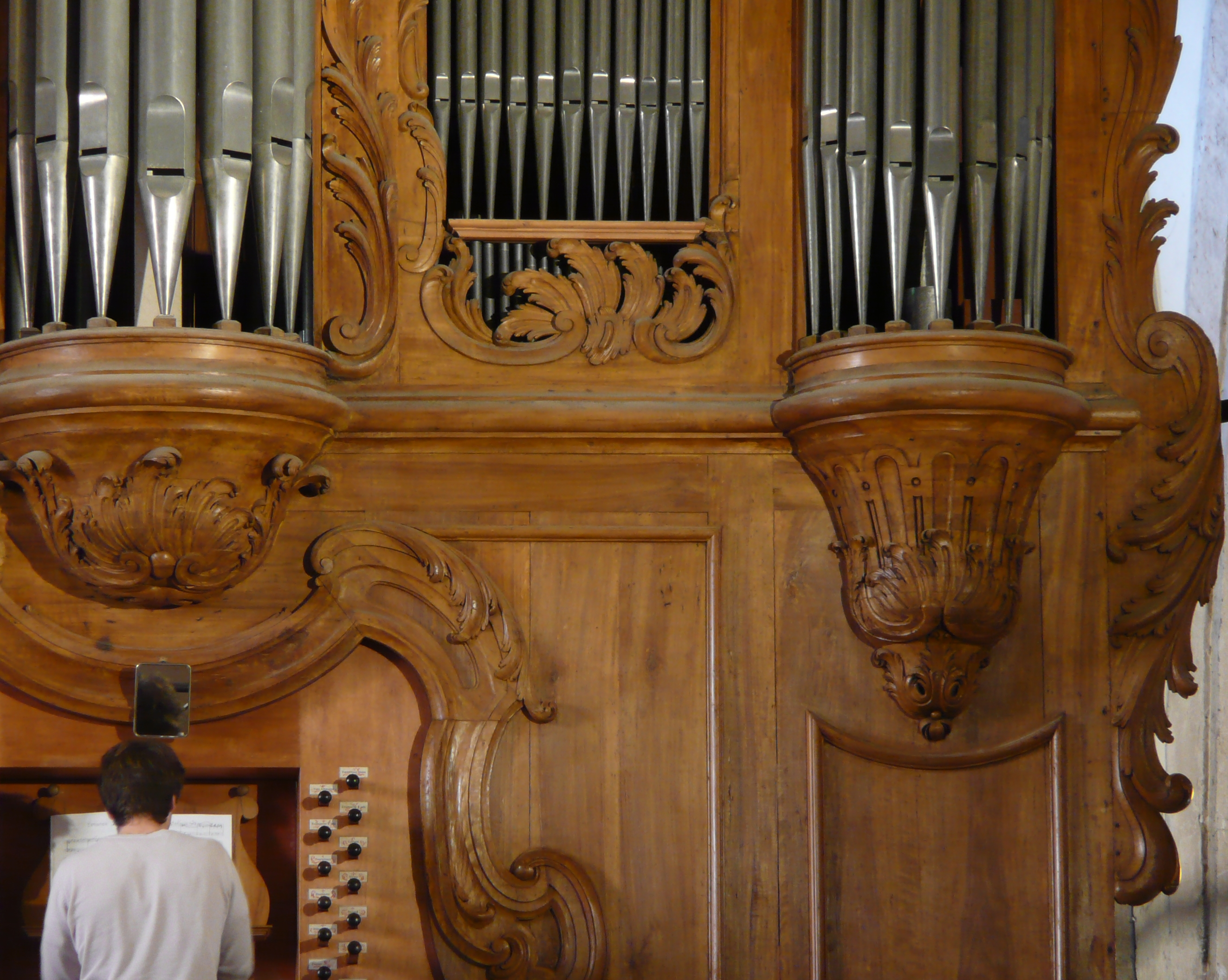
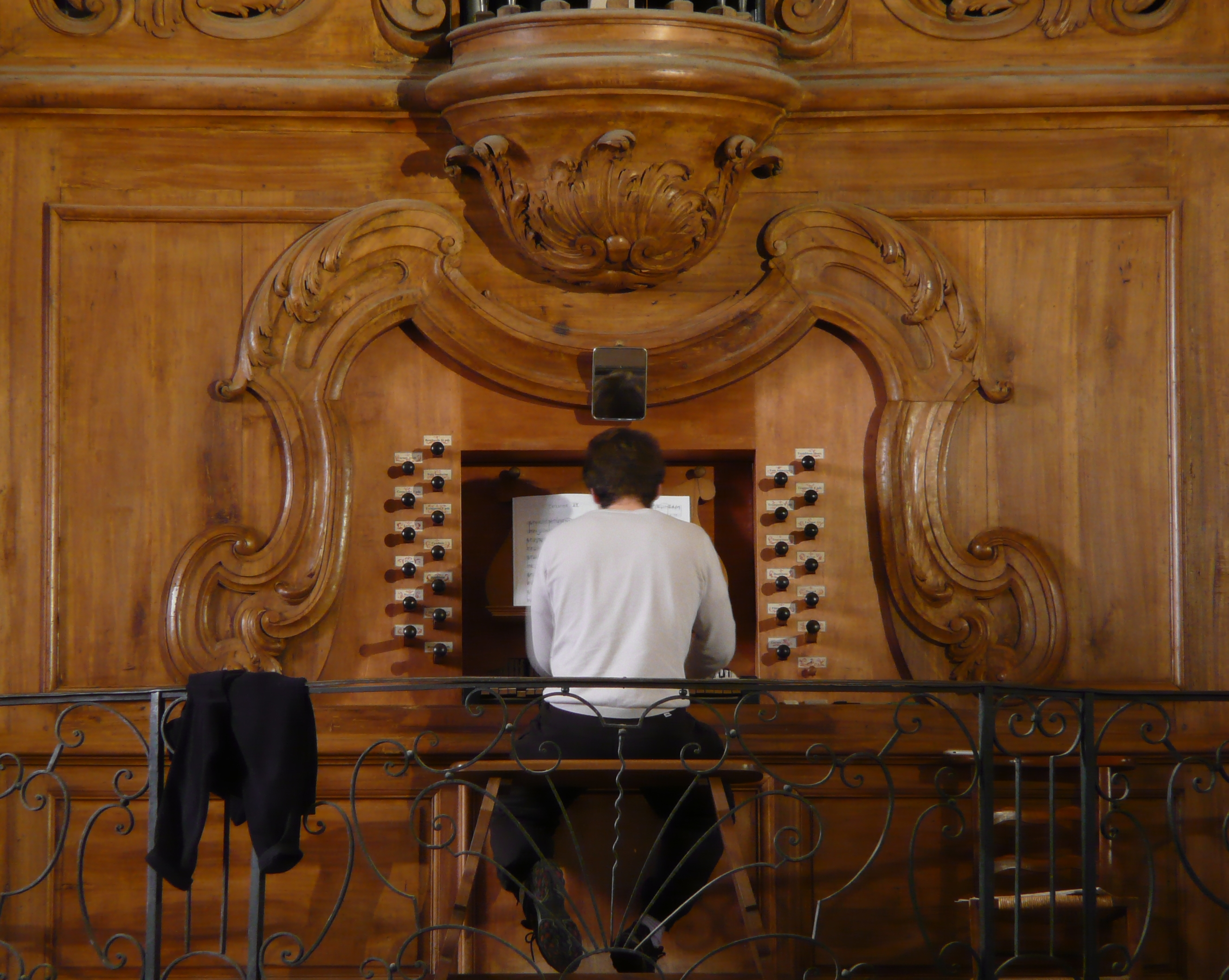
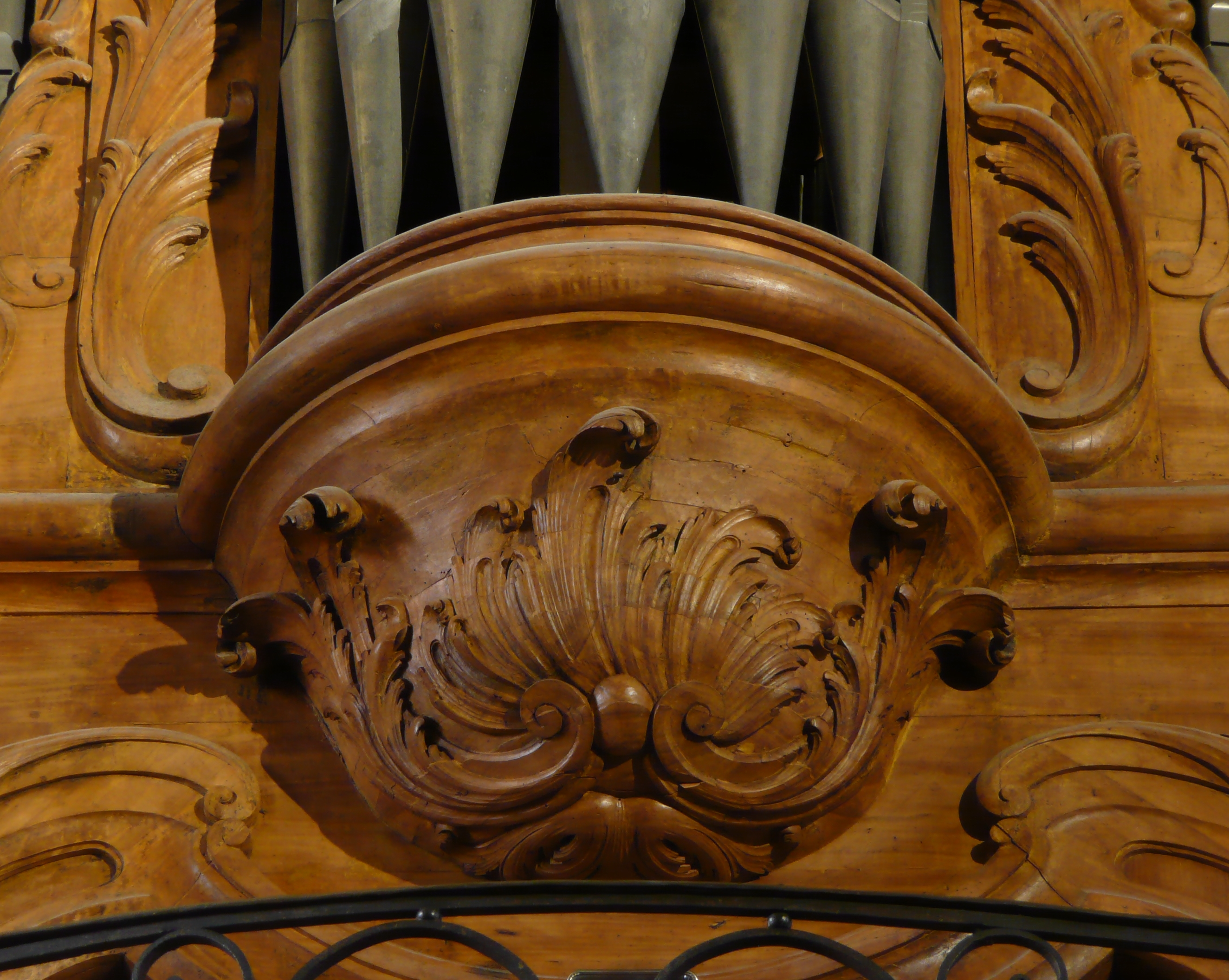

## Singularités de facture
Selon Pierre Chéron, ces singularités concourent à l’historique authenticité de cet orgue et à son immense valeur patrimoniale. Elles lui confèrent même la qualité de témoin quasi unique d’une facture déjà archaïsante pour son époque.

### LaTierceduPlein Jeu
Dans les orgues anciens des Pays-Bas et d’Allemagne, la Tierce se trouve couramment dans le Plein Jeu. Mais en France, nous ne connaissons que la Tierce incorporée à la Cymbale de l’orgue de Gimont dans le Gers et  encore son facteur, Godefroy Schmidt, est-il d’origine allemande, et la Tierce séparée de Charles Royer à Cuers, mais dont il ne reste que 12 tuyaux répartis sur deux octaves. C’est dire le caractère exceptionnel de celle de Roquemaure, complète et conservée dans son harmonisation originelle. Jusqu’à la redécouverte de ces deux derniers instruments, son existence n’était connue que par des documents d’archives. Ainsi nombre de devis témoignent de son utilisation entre 1610 et 1650 : par exemple le mémoire de Pierre Pescheur pour l’orgue de Saint-Gervais à Paris, daté du 23 janvier 1628 (publié par Paul Brunold en 1934), la composition de l’orgue de la cathédrale Notre-Dame de la Major de Marseille par Pierre Marchand en 1615 ; Marin Mersenne en parle en 1636 dans l’Harmonie Universelle, livre 6, proposition VI, page 317. Il est évident que l’on ne parle pas ici de la Tierce mélodique, de grosse taille, destinée à faire chanter les Cornets dans les dessus ou le medium dans les Tierces en taille, mais de la Tierce harmonique qui doit rester claire pour ne pas brouiller la polyphonie grâce à sa taille plus menue, « principalisante ». Les mensurations de ce jeu, son harmonisation sont les mêmes que celles des tuyaux de Mixtures (Fourniture ou Cymbale) ; c’est un rang du Plein Jeu, séparé pour la commodité de l’accord et la liberté de registration. Toujours d’après Pierre Chéron, elle apporte beaucoup de plénitude dans le médium et les basses tout en faisant chanter les dessus, un peu comme un jeu d’anche discret. Telle quelle, elle reste un spécimen unique en France. À noter que si les Jullien n’ont pas appris de Charles Royer l’usage de cette Tierce, ils l’ont peut-être emprunté à Pierre Marchand réputé pour avoir introduit ce jeu en Provence au motif que sa première mention dans cette région en est faite dans son devis pour l’orgue de la cathédrale Notre-Dame de la Major de Marseille en 1615 (in Les Isnard, une Révolution dans la Facture d’Orgues, Édisud 1991, page 23).

### Le Plenum
Constitué sur le clavier principal par la Montre 8’, le Bourdon 8’, le Prestant 4’, la Doublette 2’, la Tierce 1’3/5, la Fourniture 2 rangs et la Cymbale 3 rangs, il est toujours aujourd’hui tel que l’ont conçu les frères Jullien. En effet ce qui est rarissime est que les tuyaux qui composent ses 10 rangs sont pratiquement tous là et replacés en bon ordre, grâce au marquage sans ambiguïté des Jullien, par Pierre Chéron sur leurs sommiers originels, ni les uns ni les autres n’ayant subi de modifications irréversibles.
En ce qui concerne la tuyauterie, 453 tuyaux sur 480 sont toujours là et dans leur état originel, hormis leur raccourcissement pour les mettre au diapason moderne; ni les embouchures au pied des tuyaux, ni leurs bouches et leurs biseaux n’ont été modifiés, Pierre Chéron en 1969 n’ayant fait qu’égaliser, retoucher et accorder comme après n’importe quel relevage. La facture de cette tuyauterie en étoffe très riche en plomb (95 % pour 2 % d’étain), durcie par la présence de 3 % de métaux durs (antimoine, argent et cuivre essentiellement) et par son traitement physique par laminage et martelage, témoigne de la formation initiale des Jullien auprès de maîtres italiens. Alors que la composition du Plenum, avec sa Tierce séparée, et son harmonisation traduisent leur perfectionnement au contact d’initiés à la facture flamande, très probablement Charles Royer comme l’a suggéré le docteur Pierre Rochas, spécialiste de l’orgue provençal, ou par le truchement des  instruments d’un représentant de l’école Normande de la génération précédente comme Pierre Marchand.
Mais que sont des tuyaux parfaitement préservés s’ils ne reposent pas sur leurs sommiers d’origine et en état de les alimenter en air comme aux premiers jours ? Et bien, là encore, l’exceptionnel continue puisque, à part quelques problèmes d’étanchéité résolus lors de la restauration de Pascal Quoirin, Pierre Chéron les a trouvés en parfait état de conservation : « Tous les registres coupés sont intacts, pas un seul trou  n’est agrandi (enchapage d'origine) et neuf faux sommiers restent impeccablement ajustés ». Leur grande qualité de construction jointe à une préservation rarissime de tout ruissellement d’eau durant trois siècles leur a permis de perdurer. Alors qu’en facture classique française le clavier principal possède deux hémi-sommiers diatoniques avec un côté Ut et un côté Ut#, ici la division s’effectue entre basses et dessus, donc avec deux sommiers chromatiques, comme on peut le rencontrer en Espagne ou en Italie. Le sommier destiné aux dessus s’étend de Ut 3 à Ut 5 et alimente également  les trois basses Ré 1, Mi 1 & Fa# 1, celui des basses allant donc d’Ut 1 à Si 2.
Pour conclure, Pierre Chéron pouvait affirmer en 1969 que l’orgue de Roquemaure contient certainement l’ensemble le plus important et le plus homogène connu de tuyaux du XVIIe siècle et constitue le seul exemplaire parfaitement fonctionnel de Plein Jeu Renaissance Flamand-Provençal (avec celui de Cuers, pour une moindre part).

### La Pédale
La deuxième restauration de 1989 a rétabli la situation de 1690 en supprimant les adjonctions de 1820  ayant complété  l’octave courte originelle à 13 notes chromatiques, tout en conservant les éléments originaux tant mécaniques que sonores. Ce concept d’octave courte de 8 notes, presque systématique pour l’octave la plus basse du clavier italien, appliqué à la Pédale, est caractéristique de l’orgue Provençal jusqu’à Jean-Esprit Isnard qui, comme les derniers représentants de la famille Eustache, portera son étendue jusqu’à deux octaves chromatiques. Son originalité, alors que le XVIIIe siècle entérinera en général une Pédale en 8 pieds destinée à  jouer le Cantus firmus à la taille (ou ténor), est de prolonger vers le bas jusqu’au Fa 0, donc en 16 pieds,  l’Ut 1 du clavier en 8 pieds alors que les trois premières notes (Ut, ré, Mi) restent en 8 pieds. On trouve donc dans l’ordre sonore ascensionnel : Fa 0, Sol 0, La 0,  Sib 0, Si 0, Ut 1, Ré 1, Mi 1, ce qui permet de jouer la basse avec les pieds, comme dans toute l’Europe du Nord durant la période baroque de façon plus développée. Cette conception héritée du Moyen Âge et partagée par les principaux organiers provençaux de la fin du XVIe, du XVIIe et du tout début XVIIIe siècles : Pierre Marchand, Charles Royer, les Jullien et les premiers Eustache, est paradoxalement novatrice dans une Provence où domine l’Orgue de facture Italienne dépourvu de Pédale ou, tout au plus, pourvu d’une Pédale en tirasse permanente sur l’unique clavier. C’est d’autre part, indiscutablement, un apport nordique. Pour notre orgue, le pédalier originel ayant disparu en 1820, on ne sait si les trois notes les plus aiguës (Ut, Ré, Mi) étaient placées à droite ou à gauche des autres.
Document sonore 1 : Récit de Cromorne du Premier ton de Jacques Boyvin

## Composition
| I CLAVIER PRINCIPAL           | II ECHO                                    |
| ----------------------------- | ------------------------------------------ |
| 48 notes, ut1 à ut5 sans ut#1 | 25 notes, ut3 à ut5                        |
|                               |                                            |
| Montre 8'                     | Cornet 5 rangs                             |
| Bourdon 8'                    |                                            |
| Prestant 4’                   |                                            |
| Flûte 4’                      |                                            |
| Doublette 2’                  | PÉDALE                                     |
| Nazard 2'2/3                  | 8 notes: ut, ré, mi, fa, sol, la, sib, si. |
| Tierce 1’3/5                  |                                            |
| Larigot 1’1/3'                | Flûte 8’-16’                               |
| Fourniture II rgs             | Bombarde 8’-16’                            |
| Cymbale III rgs               |                                            |
| Trompette 8'                  |                                            |
| Cromorne 8’                   |                                            |
| Voix humaine 8’               | Tremblant doux                             |
| Grand Cornet V rgs (ut3)      | Rossignol                                  |

Document sonore 2 : Fonds d'orgue du premier ton de Jacques Boyvin